# Prix de la femme arabe de l'année
Le Prix de la femme arabe de l'année (Arab Woman of the Year Award), créé en 2015, récompense des femmes arabes du monde entier pour leurs réalisations ou contributions dans plusieurs catégories. Il est organisé par la London Arabia Organisation avec le soutien notamment du maire de Londres et de la Regent's University London. 
Un prix au nom quasi similaire (Arab Woman Awards) est remis à Dubaï, depuis 2009.

## Lauréates

### 2015

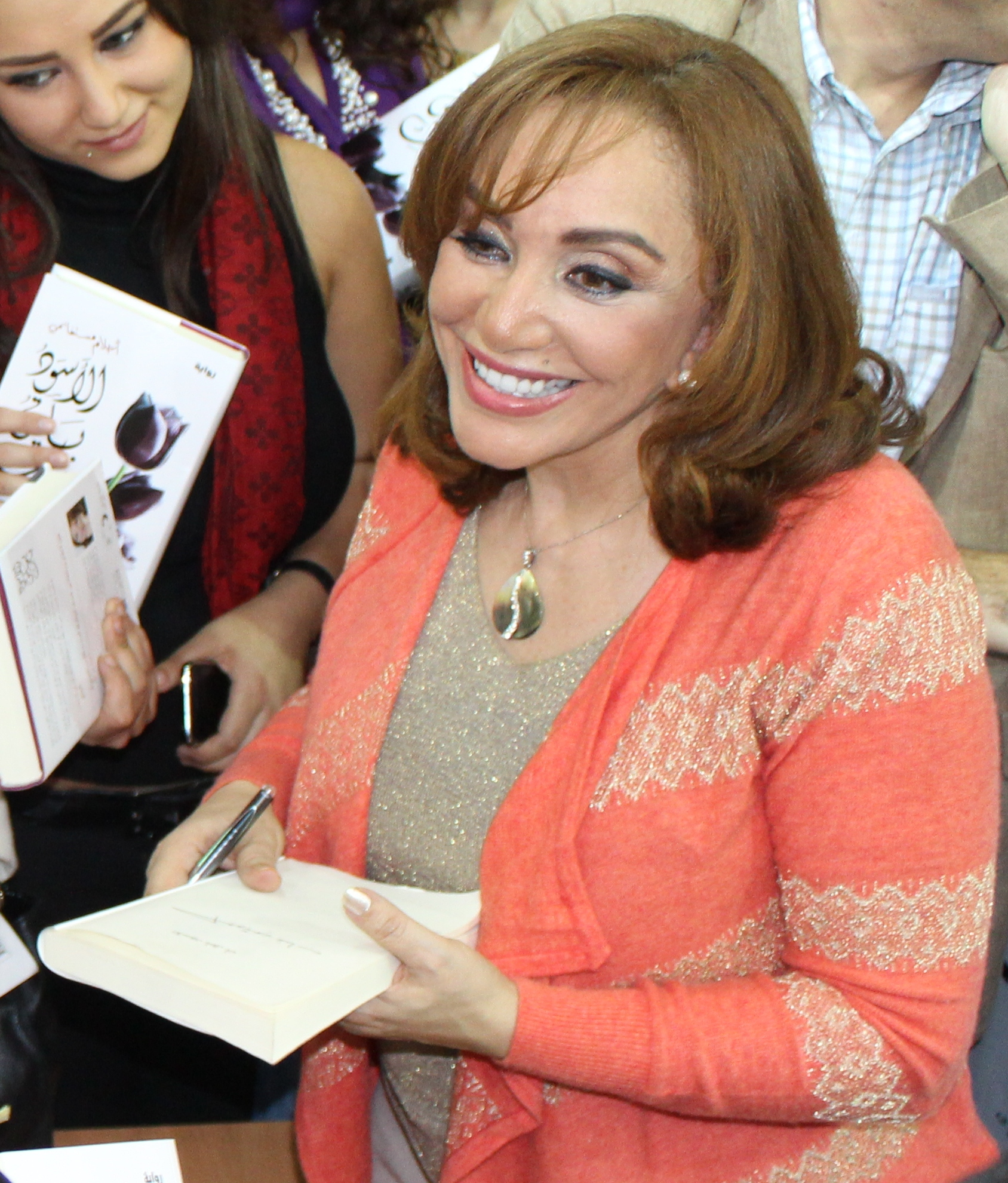
Ahlem Mosteghanemi au Salon du Livre de Beyrouth, 2012

- Mai bint Mohammed Al Khalifa, culture et éducation
- Majida El Roumi, musique
- Ahlam Mosteghanemi, leadership social
- Yousra, Cinéma
- Aisha Hussein Alfardan, business
- Nouf bint Faisal al-Saud, service social
- Hissah Saad al-Sabah et Merieme Chadid, sciences
- Habiba Ghribi, sport
- Ola al-Fares, jeune présentatrice TV

### 2016

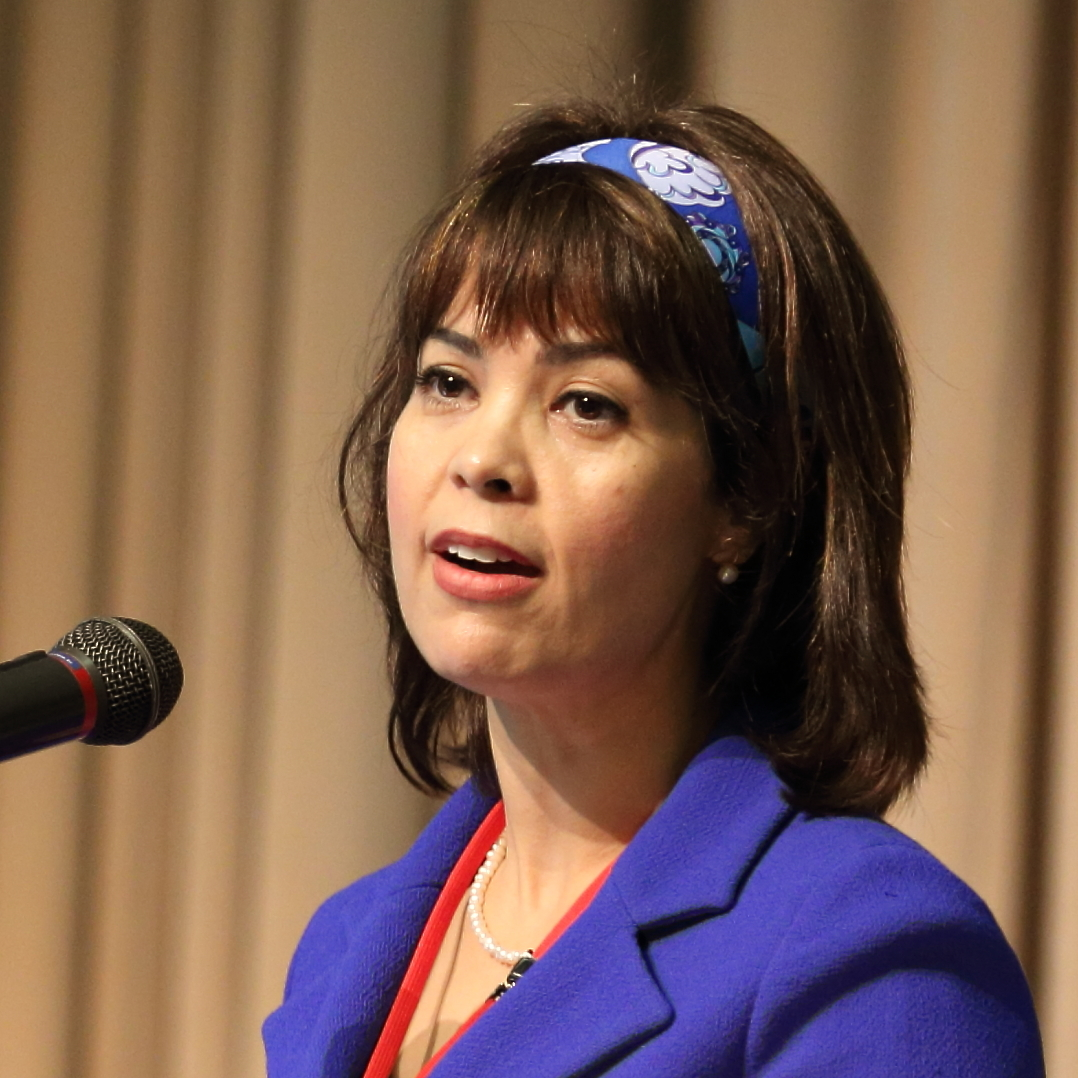
Ismahane Elouafi au Symposium international JIRCAS 2017 "Promouvoir un rôle actif pour les femmes chercheurs dans la recherche en agriculture, alimentation et nutrition"

- Ameera al-Taweel, Social Leadership
- Souad al-Sabah, réalisation d'une vie entière
- Salwa Idrissi Akhannouch, business
- Sawsan al-Sha'er (en), service social
- Muzoon Almellehan, jeune activiste pour l'éducation
- Taghreed Hikmat, droit international
- Ismahane Elouafi, science
- Hassiba Boulmerka, sport
- Eman Ayad, présentatrice TV
- Ameera Binkara, prix spécial
- Jannat Ajumily, art

### 2017
- Lamia Bint Majid al-Saud, philanthropie
- Intisar Al-Sabah, service social
- Hania Mursi Fadl, leadership social
- Nawal El Kuwaitia (en), musique
- Maha El-Khalil Chalabi, culture
- Yasmine Sabri, promotion des femmes
- Hala Kazim, motivation et bien-être
- Hind Bint Salman Al-Khalifa, développement commercial
- Karma Nabulsi, éducation
- Raghida Dergham (en), journalisme
- Hind Al-Eryani, sensibilisation du public

### 2018
- Princesse Dina Mired de Jordanie (en), leadership pour la prévention du cancer
- Khalida Azbane Belkady, business
- Lojain Omran, télévision
- Bana Al-Abed, réalisation pour la jeunesse[3]
- Naeema Hassan Al-Gasseer, sensibilisation dans le domaine de la santé
- Sharifa Al-Yahyai, développement social

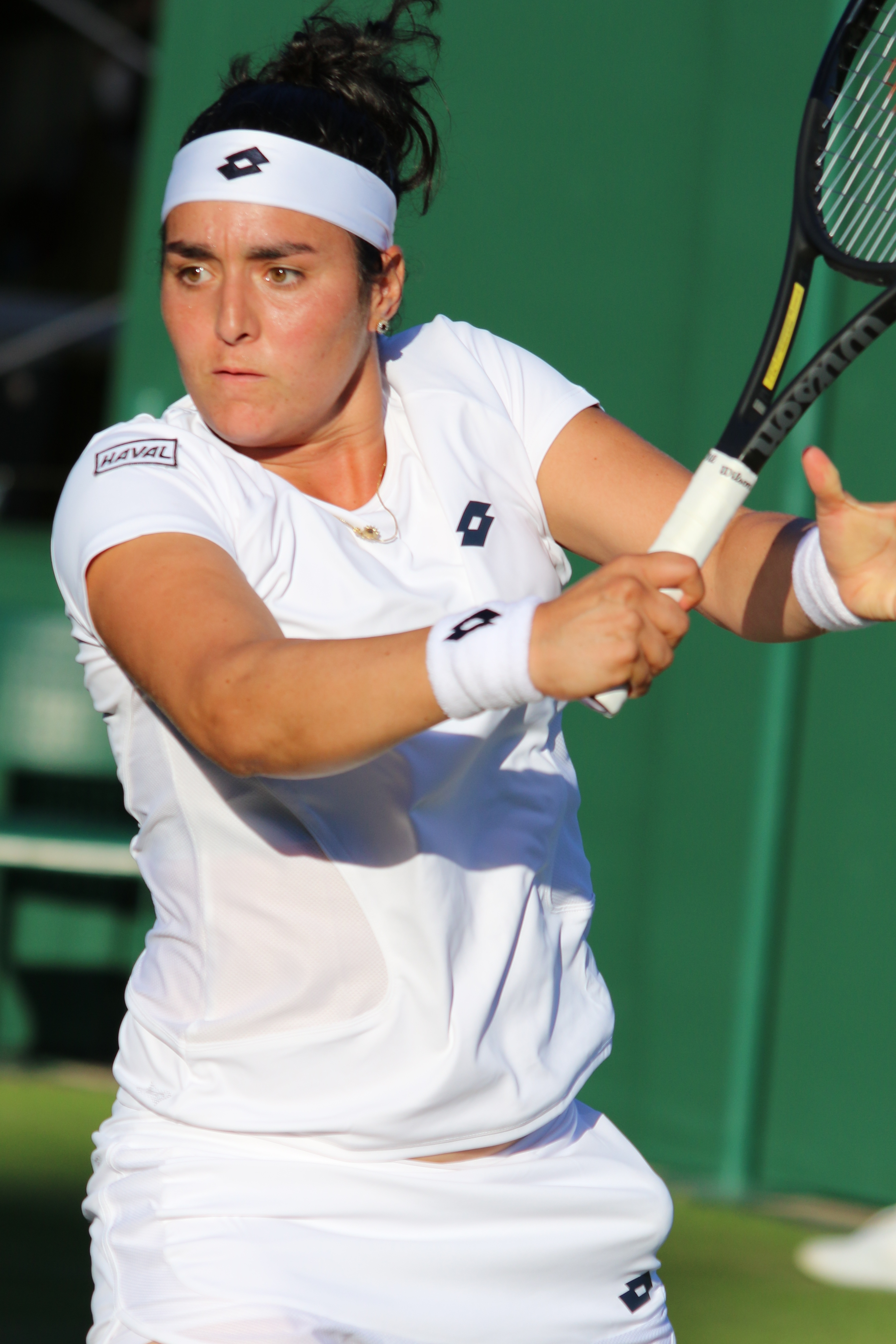
Ons Jabeur à Wimbledon, 2018

- Sarah Essam, sport
- Baria Alamuddin, média
- Intisar Al-Aqeel, Littérature
- Souad Abdullah (en), réalisation d'une vie entière

### 2019
- Najat Vallaud-Belkacem, égalité entre les genres[4]
- Mariam Al-Aqeel (en), développement économique
- Raya Abirached (en), télévision
- Rym Abdulla Alfalasy, support familial
- Ons Jabeur, sport[5]
- Dania Al Saoud, éducation
- Lujaina Darwish, business
- Ahdeya Ahmed (en), journalisme
- Sarah Ayoub et Laura Ayoub, culture
- Rana Husseini, impact social
- Abolish Article 153 (Campagne pour lutter contre la législation autorisant les crimes d'honneur au Koweït, cofondée par Alanoud Alsharekh)[6].

### 2022
- Fatema Al Zelzela
- Nada al-Ahdal
- Shaikha Rana AlKhalifa
- Areej Mohsin Darwish
- Alanoud bint Hamad Al Thani
- Caroline Faraj
- Maggie Gobran

### 2023
- Dima Aktaa
- Dr Nada AlShammari
- Nour Arida
- Manahel Thabet
- Khawla Armouti
- May Chidiac
- Najla El Mangoush
- Shaikha May Al Otaibi

### 2024
- Shirine Khoury-Haq
- Noura bint Faisal Al Saud
- Shaikha Noor bint Rashid AlKhalifa
- Farrah El-Dibany
- Khuloud Hassan Al Nuwais
- Noora Fetais
- Tanya Haj-Hassan